# Lipolist
Lipolist (em cirílico: Липолист) é uma vila da Sérvia localizada no município de Šabac, pertencente ao distrito de Mačva, na região de Mačva. A sua população era de 2197 habitantes segundo o censo de 2011.

## Demografia
| 1948  | 1953  | 1961  | 1971  | 1981  | 1991  | 2002  | 2011  |
| ----- | ----- | ----- | ----- | ----- | ----- | ----- | ----- |
| 3 147 | 3 393 | 3 414 | 3 357 | 3 212 | 2 955 | 2 582 | 2 197 |